# Sie haben meinen Sohn getötet!
Sie haben meinen Sohn getötet! (Original: Ganhar a Vida, Portugiesisch für: Das Leben verdienen) ist ein Spielfilm des portugiesischen Regisseurs João Canijo aus dem Jahr 2001.

## Handlung
Cidália ist 36 Jahre alt und lebt seit vielen Jahren mit ihrem Mann Adelino und ihren zwei Kindern, neben ihrer Schwester Celestina, in einem Vorort von Paris. Ihr Leben besteht aus viel Arbeit, Sparsamkeit und Sorgen. Die portugiesische Gastarbeiter-Gemeinschaft bemüht sich um Unauffälligkeit und tröstet sich über die Tristesse des Alltags mit einigen bescheidenen Freizeitvergnügen, die häufig die kollektive Sehnsucht nach der Heimat stillen sollen. Die Nachwuchsgeneration indes steht zwischen den Stühlen, wird mit Drogen und Kriminalität konfrontiert, und blickt der Zukunft entsprechend nüchtern entgegen, ohne rechten Bezug zu Portugal zu entwickeln. Eines Nachts wird Cidálias ältester Sohn von der Polizei erschossen. Cidálias Schmerz wird von der wachsenden Wut begleitet, die die offiziellen Erklärungen des Vorfalls bei ihr auslösen. Vom Verlust jeden Lebenssinns bedroht, beginnt sie sich neu auszurichten und wehrt sich gegen die fügige Apathie und das zwanghafte Schweigen ihrer Landsleute.

## Die Darsteller
Mit Ganhar a Vida kehrte Hauptdarstellerin Rita Blanco nach einer Reihe leichter Fernsehproduktionen zurück zur anspruchsvollen Schauspielerei, mit ihrer in jeder Hinsicht überzeugend gespielten Rolle der vom Schicksal getroffenen Cidália in ihrem einfachen und tristen Leben. An der Seite der ebenso überzeugenden Mitspieler, insbesondere Teresa Madruga und Adriano Luz, nimmt Rita Blanco den Zuschauer gefangen. Ihre Darstellung zeigt eine einfache, zunehmend wütende, jedoch von Erziehung und Umfeld behinderte Mutter. Der atmosphärisch dichte Film zeichnet sich auch abseits der Hauptrolle durch eindringlich gespielte Rollen angepasster, dabei seltsam ungebrochen gebliebener Menschen in ihrer tristen Umgebung aus.
In Portugal wurde Rita Blanco für ihre Schauspielleistung in Ganhar a Vida mit einem Globo de Ouro ausgezeichnet.
Zwölf Jahre später spielte sie dann erneut die Rolle einer portugiesischen Gastarbeiter-Mutter in Frankreich. Anders als Ganhar a Vida war Portugal, mon amour 2013 eine besinnlich-heitere, kommerziell ausgesprochen erfolgreiche, französisch-portugiesische Gemeinschaftsproduktion.

## Rezeption
Ganhar a Vida war der erste portugiesische Spielfilm, der sein Augenmerk auf die portugiesischen Einwanderer in Frankreich legte. Paris gilt nach Lissabon und noch vor Porto als zweitgrößte portugiesische Stadt, gemessen an der Anzahl portugiesischer Bewohner. Trotzdem weiß die Öffentlichkeit in Portugal nur wenig über die Lebenswirklichkeit der ausgewanderten Landsleute. Dies ist auch Ergebnis des kollektiven Bemühens der Ausgewanderten, in ihrem Gastland nicht aufzufallen und einen bescheidenen Wohlstand daheim zu erarbeiten. Der Film zeigt den Alltag und die internen Zwänge und Dilemmata der portugiesischen Einwandererfamilien. Erst das tragische Schicksal ihres Sohnes bringt Cidália schließlich gegen die stillschweigenden und angepassten Konventionen auf.

„Drama, das sich den Lebensumständen portugiesischer Einwanderer in Frankreich widmet, die teilweise bereits in der dritten Generation dort leben, ohne je eine Integration angestrebt zu haben. Durch die starke Frauenrolle gewinnt der Film, der eine kaum wahrgenommene Welt zeigt, die Dimensionen einer antiken Tragödie.“

Der Film lief auf einer Reihe internationaler Filmfestivals, darunter 2001 in der Wettbewerbssektion Un Certain Regard der Filmfestspiele von Cannes.
2004 erschien der Film als DVD in Portugal, bei Lusomundo.